# Mít tố nữ
Mít tố nữ, danh pháp hai phần: Artocarpus integer, là một loài cây mộc, cũng là cây ăn trái thuộc họ Dâu tằm. Bản địa của mít tố nữ là vùng Đông Nam Á từ bán đảo Mã Lai sang đến Papua New Guinea. Cây này cũng được trồng ở Queensland, Úc và Ấn Độ.
Ở Việt Nam, mít tố nữ trồng nhiều nhất ở vùng Long Khánh, tỉnh Đồng Nai.

## Miêu tả và tập tính
Cây mít tố nữ là một loại cây trung bình, cao đến 20 m và có thể cho trái 2 lần mỗi năm ở vùng gần đường xích đạo. Cây khoảng 3 đến 5 tuổi thì bắt đầu kết trái. Mùa mít chín kéo dài khoảng 6 tuần.

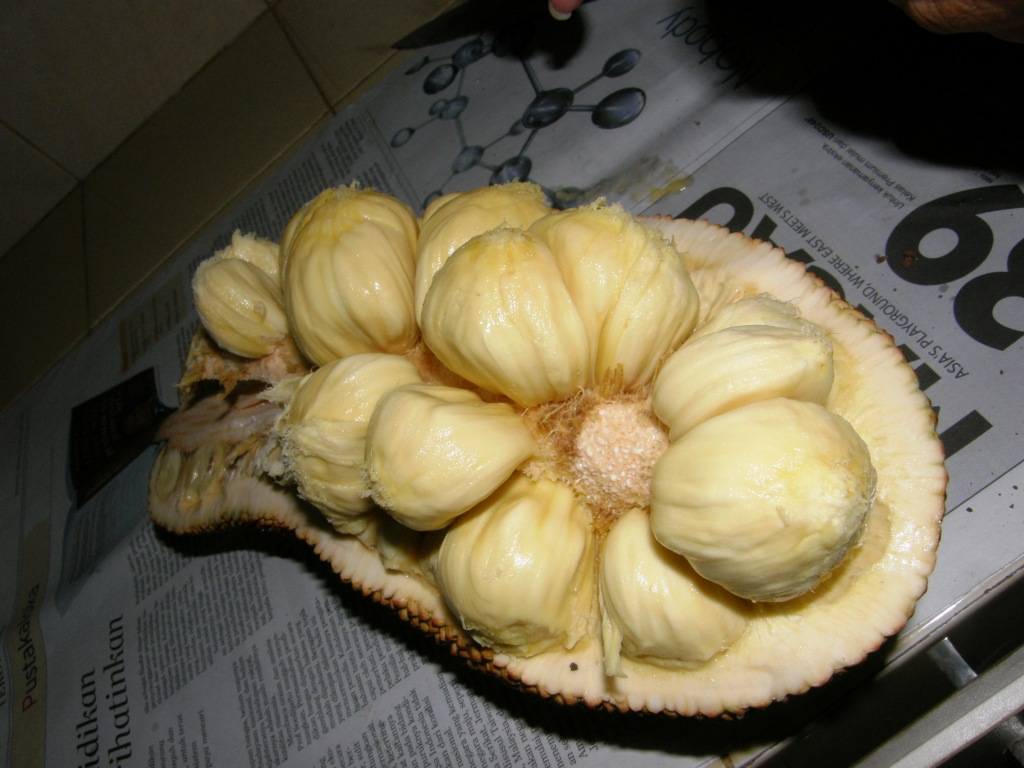
Trái mít tố nữ bổ làm đôi

Trái mít tố nữ dạng hính trứng dài, kích thước chiều dài khoảng 22 đến 50 cm, bề ngang khoảng 10 đến 17 cm, khối lượng từ 1 đến 6 kg nhưng thông thường dưới 2 kg. Múi mít màu xanh, vàng hoặc cam, bên trong có hột lớn. Mùi vị mít tố nữ giống mít ướt pha với mùi sầu riêng. Vỏ mít dày, dẻo với gai dẹp, tiết diện hình lục giác, tương tự vỏ mít ướt.

## Sử dụng
Múi mít cỏ thể ăn sống hoặc lăn bột chiên. Đây là một loại hàng quà ở Malaysia. Mít chiên có thể làm món ăn kèm với cơm trong khi mít xanh có thể dùng như một loại rau. Hột mít tố nữ cũng có thể đem luộc lên ăn được. Không như hột mít ướt, hột tố nữ không cần phải bóc vỏ.

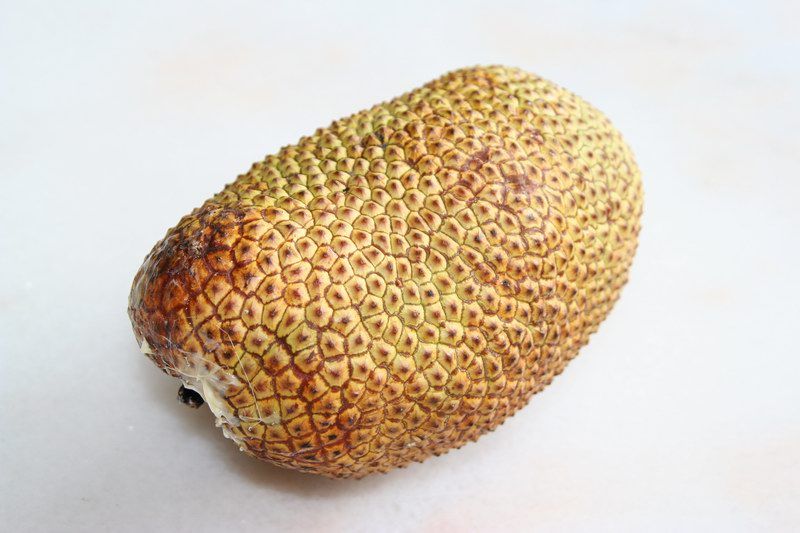
Mít tố nữ nguyên trái
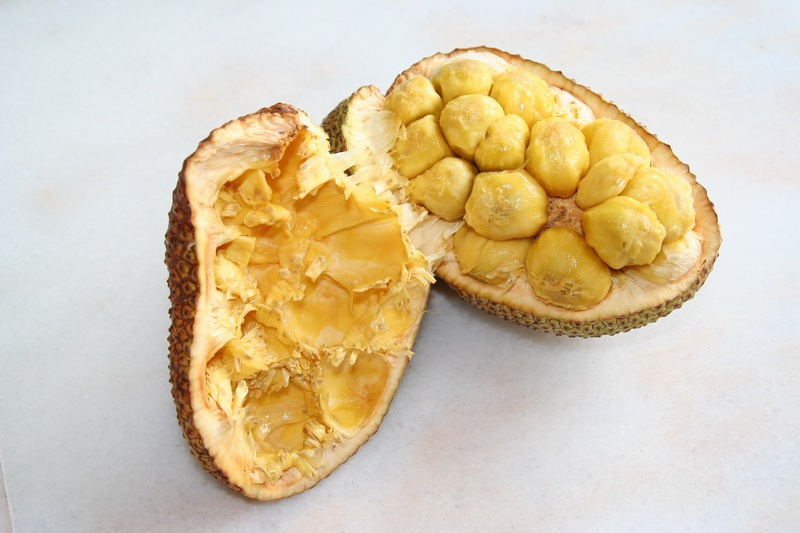
Mít tố nữ bổ ra, trong có múi và hột mít.
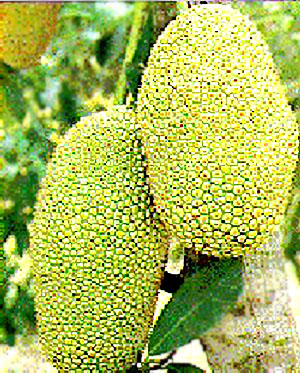
Trái mít trên cây
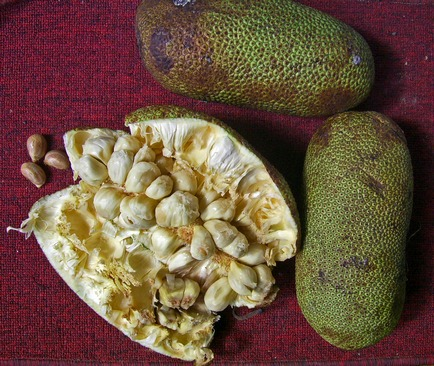
Ba trái mít, nguyên quả và cắt ra.
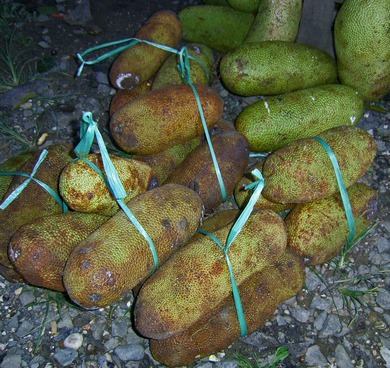
Hàng mít tố nữ bày bán ở Philippines
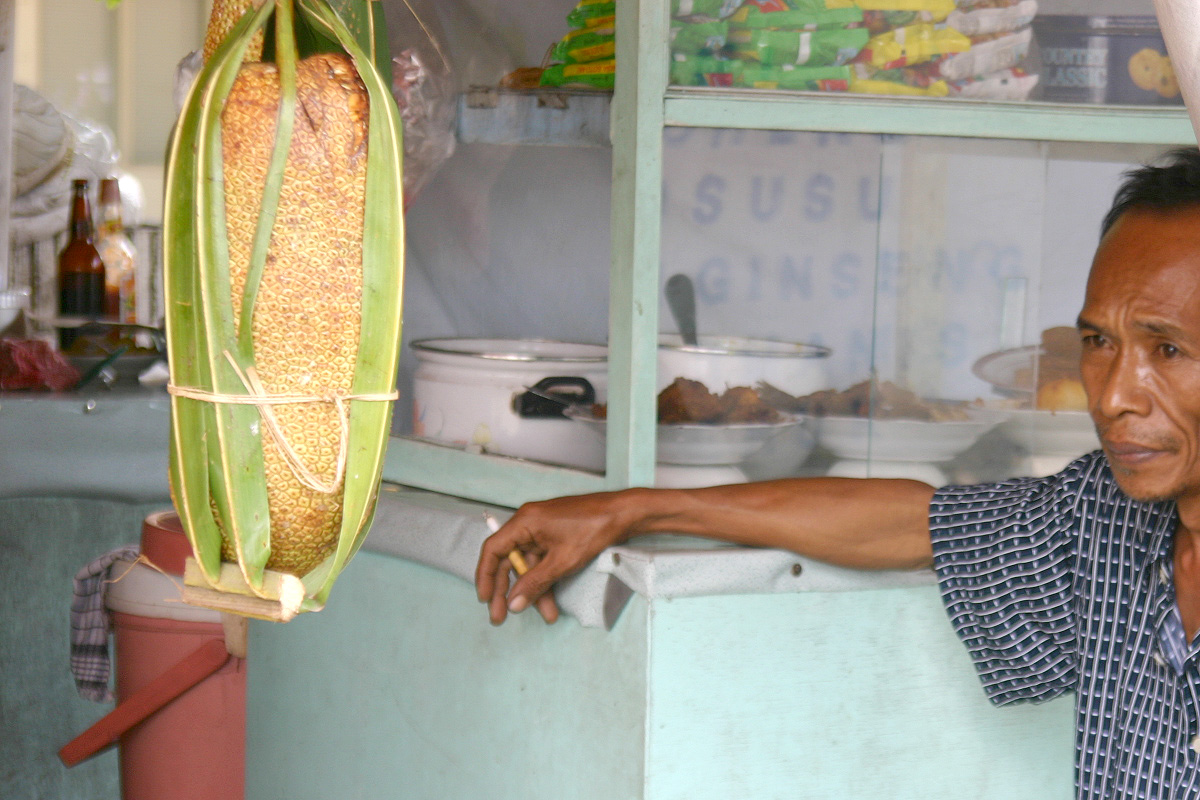
Quầy mít tố nữ